# Comté de Palm Beach

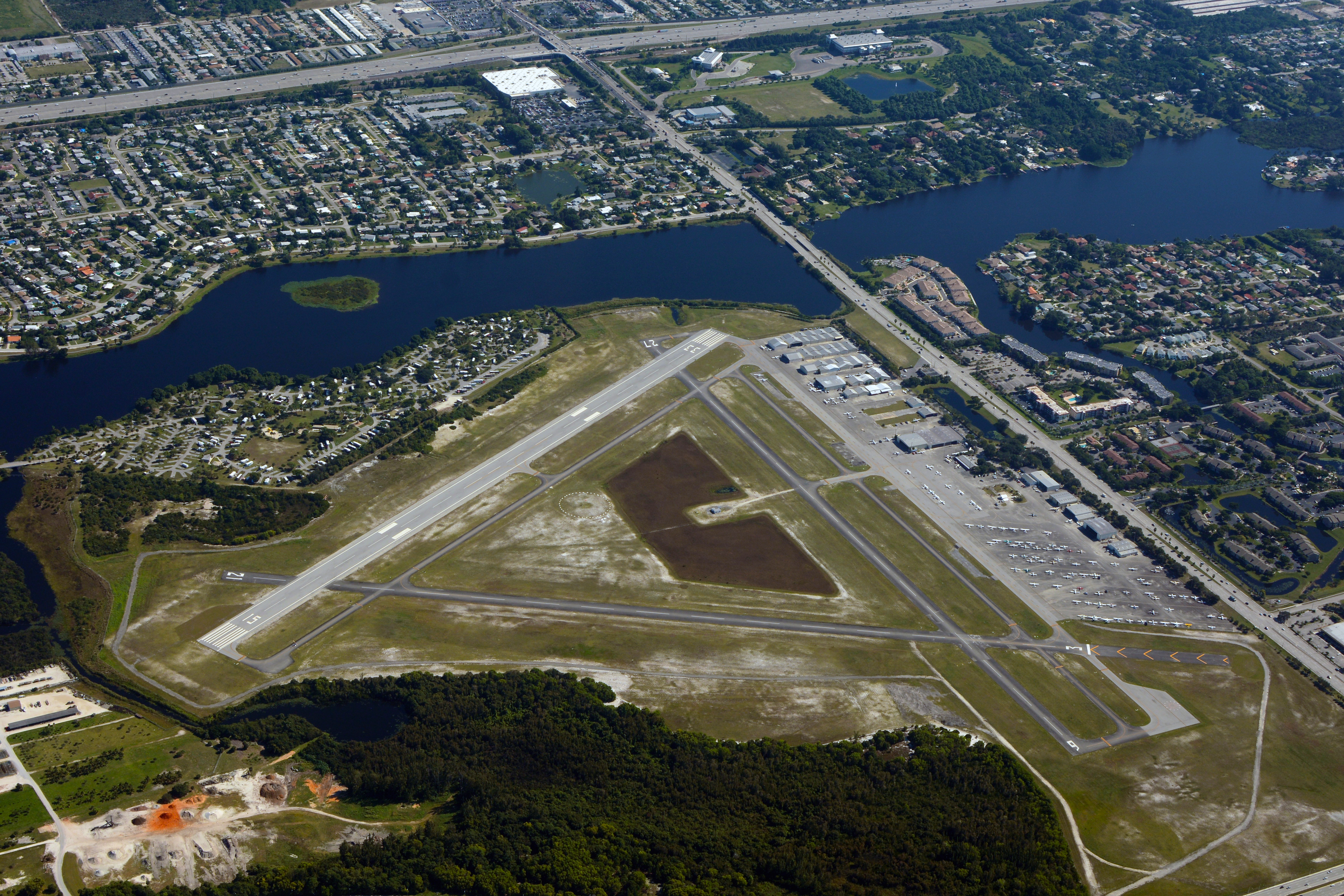
L'aéroport Lantana dans le comté de Palm Beach. Novembre 2014.

Le comté de Palm Beach est un comté situé dans l'État de Floride, aux États-Unis. En 2000, sa population était de 1 131 184 habitants et, en 2004, de 1 243 230 habitants, ce qui en fait le troisième comté le plus peuplé de l'État. Ce comté fait partie de l'aire métropolitaine de Miami.
Selon le Bureau du recensement des États-Unis, le comté a une surface totale de 6 181 km2, dont 5 113 km2 de terre et 1 068 km2 de surface liquide (océan Atlantique et le lac Okeechobee), soit 17,27 % de la superficie totale.

## Histoire
Durant la Seconde Guerre mondiale, des bases aériennes et diverses autres installations s'établirent dans le comté de Palm Beach, tandis qu'au large de la côte s'infiltraient des sous-marins allemands. Au moins 12 navires alliés furent torpillés le long du littoral floridien en 1942 dont plusieurs pétroliers qui explosèrent à proximité de Palm Beach. En réaction, les résidents organisèrent une foule d'activités bénévoles, y compris des levées de fonds, et observèrent le black-out afin de dissimuler les navires alliés des yeux ennemis.

## Comtés adjacents
- Comté de Martin (nord)
- Comté de Broward (sud)
- Comté de Hendry (ouest)
- Comté d'Okeechobee (nord-ouest)
- Comté de Glades (nord-ouest)

## Communautés

Carte des villes incorporées du comté.

### Municipalités
1. Pahokee
2. Belle Glade
3. South Bay
4. Tequesta
5. Jupiter Inlet Colony
6. Jupiter
7. Juno Beach
8. Palm Beach Gardens
9. North Palm Beach
10. Lake Park
11. Riviera Beach
12. Palm Beach Shores
13. Mangonia Park
14. Palm Beach
15. West Palm Beach
16. Haverhill
17. Glen Ridge
18. Cloud Lake
19. Palm Springs
20. Lake Clarke Shores
21. Royal Palm Beach
22. Wellington
23. reenacres
24. Atlantis
25. Lake Worth
26. South Palm Beach
27. Lantana
28. Manalapan
29. Hypoluxo
30. Boynton Beach
31. Ocean Ridge
32. Golf
33. Briny Breezes
34. Gulf Stream
35. Delray Beach
36. Highland Beach
37. Boca Raton
38. Loxahatchee Groves

### Census-designated places
- Belle Glade Camp(l)
- Boca Del Mar(c)
- Boca Pointe(a)
- Canal Point(bb)
- Century Village(u)
- Cypress Lakes(w)
- Dunes Road,(cc)
- Fremd Village-Padgett Island(aa)
- Golden Lakes(r)
- Gun Club Estates(m)
- Hamptons at Boca Raton(e)
- High Point(i)
- Juno Ridge(z)
- Kings Point(g)
- Lake Belvedere Estates(o)
- Lake Harbor(p)
- Lake Worth Corridor(k)
- Lakeside Green(x)
- Limestone Creek(y)
- Mission Bay(d)
- Plantation Mobile Home Park(s)
- Royal Palm Estates(n)
- Sandalfoot Cove(b)
- Schall Circle(v)
- Seminole Manor(j)
- Stacey Street(q)
- Villages of Oriole(h)
- Westgate-Belvedere Homes(t)
- Whisper Walk(f)

## Démographie
| Groupe                           | Comté de Palm Beach | Floride | États-Unis |
| -------------------------------- | ------------------- | ------- | ---------- |
| Blancs                           | 73,5                | 75,0    | 72,4       |
| Afro-Américains                  | 17,3                | 16,0    | 12,6       |
| Autres                           | 4,1                 | 3,7     | 6,4        |
| Asiatiques                       | 2,4                 | 2,4     | 4,8        |
| Métis                            | 2,3                 | 2,5     | 2,9        |
| Amérindiens                      | 0,5                 | 0,4     | 0,9        |
| Total                            | 100                 | 100     | 100        |
|                                  |                     |         |            |
| Hispaniques et Latino-Américains | 19,0                | 22,5    | 16,7       |

Selon l'American Community Survey, en 2010 73,13 % de la population âgée de plus de 5 ans déclare parler l'espagnol à la maison, 15,69 % déclare parler l'anglais, 4,03 % un créole français, 1,06 % le français, 0,94 % le portugais, 0,54 % l'italien et 4,61 % une autre langue.
| 1910  | 1920   | 1930   | 1940   | 1950    | 1960    |
| ----- | ------ | ------ | ------ | ------- | ------- |
| 5 577 | 18 654 | 51 781 | 79 989 | 114 688 | 228 106 |

| 1970    | 1980    | 1990    | 2000      | 2010      | 2020      |
| ------- | ------- | ------- | --------- | --------- | --------- |
| 348 753 | 576 863 | 863 518 | 1 131 184 | 1 320 134 | 1 492 191 |